# Polymælkesyre
Polylactic eller PLA er et meget almindeligt bionedbrydeligt plast, som ofte bruges til 3D-printning, poser og plastikglas.

Det er en type plastik der er blevet meget populær inden for 3D-printning, fordi det kan produceres billigt, og det kan produceres uden brug af olie (som man normalt gør med andre plastformer). Typisk produceres det af ressourcer såsom majsstivelse, og det betyder at når der printes med det, så udleder det ikke giftige dampe.

PLA er et meget populært bioplast på verdensplan.

## Eksterne links
| Kemi | Spire Denne artikel om kemi er en spire som bør udbygges. Du er velkommen til at hjælpe Wikipedia ved at udvide den. |